# كوليا بنفسجية
كوليا بنفسجية (الاسم العلمي:Colea purpurascens) هو نوع من النباتات يتبع جنس الكوليا من الفصيلة البنيونية.